# Eric Lomba
Eric Lomba (Luik, 9 maart 1969) is een Belgisch politicus voor de PS.

## Biografie
Lomba behaalde het diploma van licentiaat in de politieke wetenschappen aan de ULB en werd beroepshalve ambtenaar bij het Waals Gewest. Van 2011 tot 2012 was hij eveneens OCMW-secretaris van Nandrin. 
Daarnaast was hij van 1995 tot 1999 parlementair medewerker van Waals Parlementslid Marc Melin en kabinetsmedewerker van verschillende Waalse ministers verbonden aan de PS: van 2004 tot 2006 bij Philippe Courard, van 2006 tot 2007 bij Christiane Vienne, in 2007 bij Paul Magnette en van 2007 tot 2009 bij Marc Tarabella.
Hij trad in 1988 toe tot de PS en werd vicevoorzitter van de Jeunes Socialistes-afdeling van Hoei-Borgworm. Bij de gemeenteraadsverkiezingen van oktober 1994 werd Lomba voor de PS verkozen tot gemeenteraadslid van Marchin. Van 1995 tot 2000 was hij er schepen van Cultuur en Onderwijs en van 2001 tot 2020 was hij burgemeester van de gemeente. Daarenboven was Lomba van 2012 tot 2020 provincieraadslid van Luik. Sinds november 2019 is hij vicevoorzitter van de PS-federatie van het arrondissement Hoei-Borgworm
In oktober 2020 werd Eric Lomba voor het arrondissement Hoei-Borgworm lid van het Waals Parlement en het Parlement van de Franse Gemeenschap. Hij volgde Christophe Collignon op, die Waals minister was geworden. Om deze mandaten te kunnen opnemen, moest hij wegens de decumulregels evenwel ontslag nemen als burgemeester van Marchin en werd hij er weer simpelweg gemeenteraadslid. In het Waals Parlement zetelde Lomba in de commissie Huisvesting en Lokale Besturen, in het Franse Gemeenschapsparlement was hij lid van de commissie Algemene Zaken en Internationale Relaties. Hij bleef parlementslid tot aan de Waalse verkiezingen van juni 2024 en stond toen als eerste opvolger op de lijst.